# Correo de la Trinidad Española
El Correo de la Trinidad Española (francés: Courier de la Trinité Espagnole) fue un periódico que circuló desde el 13 de agosto de 1789 hasta el 14 de enero de 1790 en la entonces española Provincia de Trinidad (actual Trinidad y Tobago).

## Historia
John F. Willcox, un colono irlandés, habría sido el fundador – redactor del periódico. Era una publicación de 4 páginas y circulaba quincenalmente. Estaba escrito en español y francés. Fue suspendido el 14 de enero de 1790 por José María Chacón y Sánchez de Soto, el último gobernador español de Trinidad, al considerársele peligroso para la seguridad del reino. John F. Willcox fue expulsado.
La existencia del Correo de la Trinidad Española fue dada a conocer por el historiador Ildefonso Leal, quien dio con ejemplares del mismo en el Archivo General de Indias.

## Transcendencia
Hasta 1797 la Isla Trinidad perteneció a la Capitanía General de Venezuela. Por lo tanto el Correo de la Trinidad Española pudiera considerarse el primer periódico publicado en Venezuela, muy anterior a la Gazeta de Caracas. Además, su fundador sería el primer periodista desterrado de Venezuela. También sería el primer periódico de Isla Trinidad.
Sin embargo otro historiador, Pedro Grases, le resta importancia a dicha publicación por carecer de transcendencia pública para el resto de Venezuela. 